# Аддо, Даниель Эшли
Даниэль Эшли Аддо (англ. Daniel Ashley Addo; 3 сентября 1989, Кейп-Кост) — ганский футболист, защитник.

## Клубная карьера
Даниэль начал карьеру в клубе «Веномус Вайперс». В 2007 году перешёл в клуб «Секонди Хасаакас», а в следующем году в «Кинг Файсал Бейбис».
24 января 2011 года как свободный агент подписал контракт на пять лет с луганской «Зарёй». В 2013 году перешёл в «Кайрат», на правах аренды, до конца сезона, с возможностью последующего выкупа игрока. В январе 2014 года был на просмотре в махачкалинском «Анжи».
В январе 2016 года стал игроком ганского «Ашанти Голд».

## Карьера в сборной
В своем активе Даниэль Аддо имеет семь матчей за молодёжную сборную Ганы на чемпионате мира среди молодёжных составов в 2009 году. Обыграв в финале сборную Бразилии по пенальти со счетом 4:3 Аддо, вместе со своей сборной стал молодёжным чемпионом мира.
В 2012 году, был вызван в национальною сборную Ганы, для подготовки к отборочным матчам чемпионата мира 2014 года.

## Достижения
- Чемпион мира среди молодёжных команд: 2009